# Dubá (přítok Liboce)
Dubá je malý vodní tok v okrese Chomutov. Potok je dlouhý 7,3 km, plocha povodí měří 9,7 km² a průměrný průtok v ústí je 0,1 m³/s. Spravuje ho státní podnik Povodí Ohře.
Potok pramení v Doupovských horách ve Vojenském újezdu Hradiště v Karlovarském kraji na východním svahu vrchu Tureč v nadmořské výšce 620 metrů. Odtud teče prevážně odlesněnou krajinou vojenského újezdu na severovýchod. Vzápětí po opuštění vojenského prostoru vtéká do přírodní rezervace Sedlec, kde napájí stejnojmenný rybník. Pod rybníkem pokračuje lesnatým údolím k úpatí Doupovských hor a půl kilometru jihozápadně od Radechova se v nadmořské výšce 340 metrů. vlévá zprava do Liboce.
Jižně od rybníka Sedlec se koryto potoka rozdvojuje a větěv označovaná jako Dubá II převádí vodu do povodí Lesky. Dubá II teče na východ do Mašťova, za kterým se opět rozdvojuje. Jižní větev teče na východ a mezi Němčany a vrchem Kozel (364 metrů) se vlévá do Němčanského potoka, který je přítokem Lesky. Severní větev Dubé II protéká dvěma rybníky pod Mašťovským vrchem (385 metrů) a v polích před Chotěbudicemi se do ní zleva vlévá Rokelský potok dlouhý asi 2,5 km. Dubá II potom pokračuje na východ kolem Chotěbudic a přes Velikou Ves a severně od Zlovědic se také vlévá zleva do Lesky. Koryto původního potoka se v mapách označuje jako Dubá I.